# Phacelia californica
Phacelia californica är en strävbladig växtart som beskrevs av Adelbert von Chamisso. Phacelia californica ingår i Faceliasläktet som ingår i familjen strävbladiga växter. Inga underarter finns listade i Catalogue of Life.

## Bildgalleri

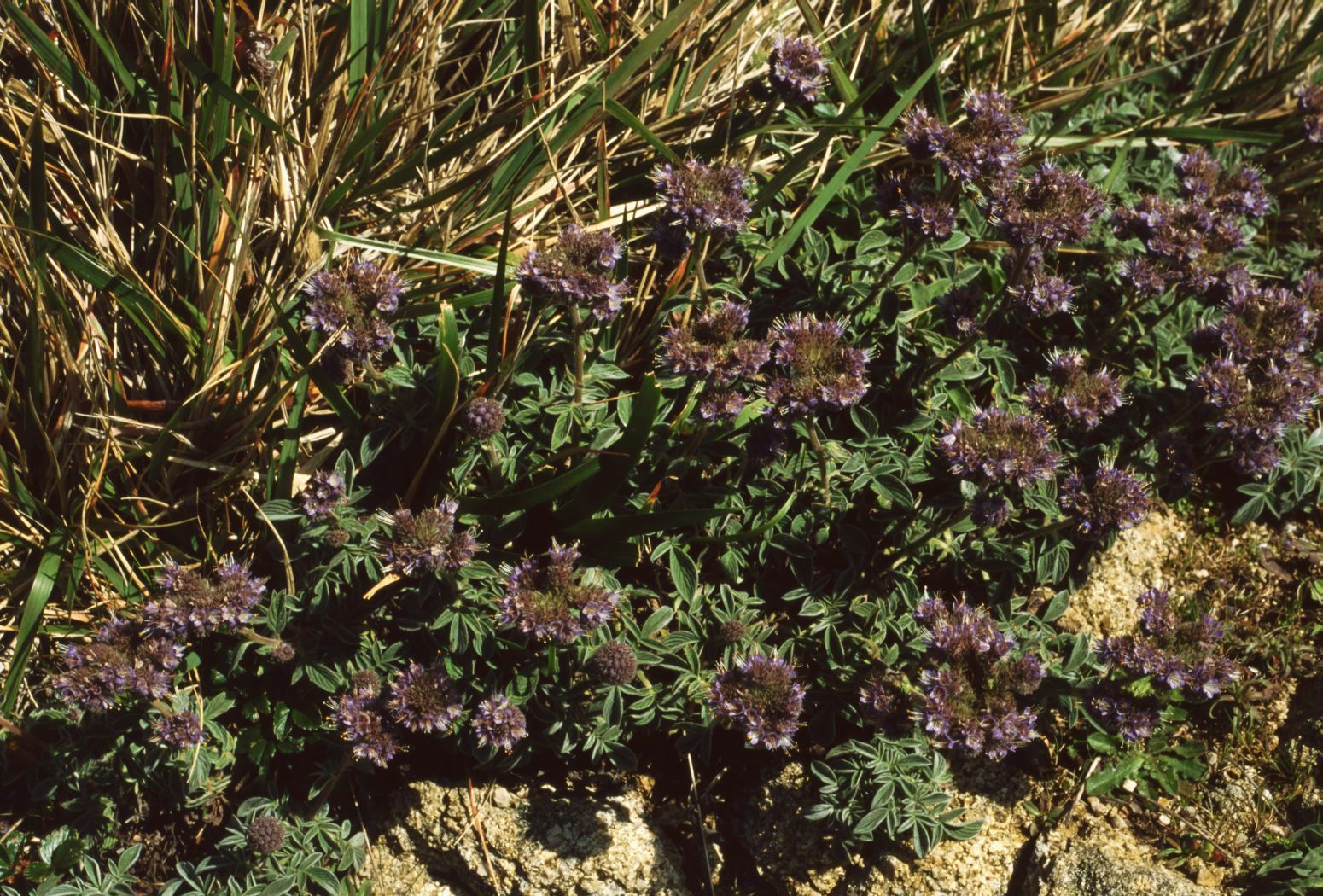
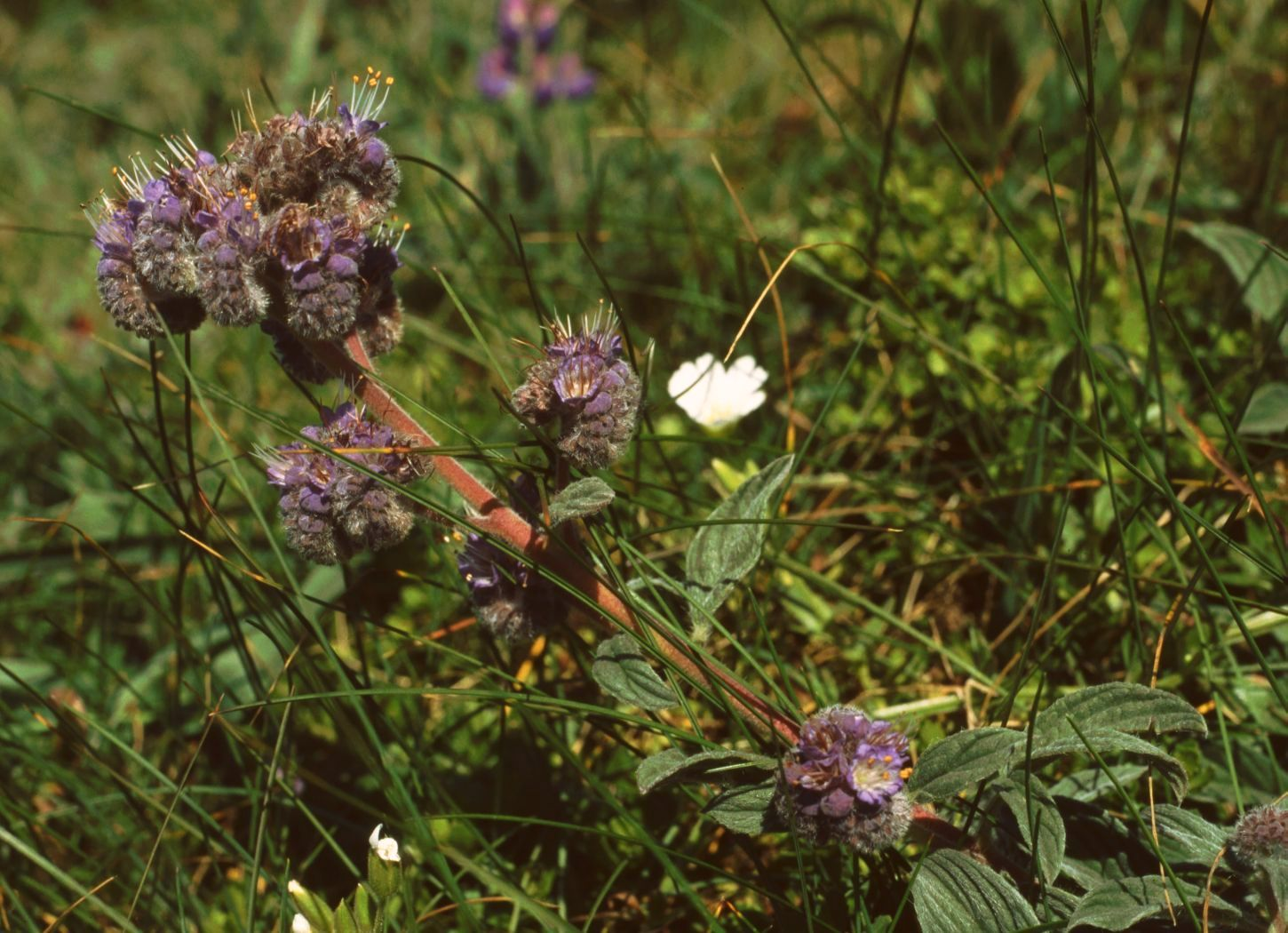